# Ion Caramalău
Ion Caramalău (* 1956; † 19. Februar 2010 in Constanța) war ein rumänischer Fußballspieler.

## Sportlicher Werdegang
Caramalău spielte zu Beginn der 1980er Jahre für den FC Constanța in der Divizia A und der Divizia B. Insgesamt bestritt der Abwehrspieler für den Klub dabei 51 Erstligaspiele. 1986 verließ er den Verein und schloss sich dem seinerzeitigen Zweitligisten CFR Paşcani an, für den er bis zu seinem Karriereende im Alter von 33 Jahren drei Jahre aktiv war. Größter Erfolg war dabei der Viertelfinaleinzug im Cupa României in der Spielzeit 1987/88, als die Mannschaft erst am Erstligisten AS Victoria Bukarest scheiterte.
Caramalău erlag Anfang 2010 im Alter von 53 Jahren einem Krebsleiden.